# Hillerød Fodbold
Hillerød Fodbold – duński klub piłkarski z miasta Hillerød w Regionie Stołecznym. Obecnie występuje w rozgrywkach 1. division. Został założony w 1937 roku.

## Historia nazw
- 1937–1968 Ullerød GF
- 1968–2009 Hillerød G&IF
- 2009– Hillerød Fodbold

## Stadion i władze klubu[1][2]
- Nazwa stadionu: Hillerød Stadion
- Pojemność stadionu: 1 500

- Główny trener:  Christian Lønstrup
- Asystenci trenera:  Marc Thevis,  Rasmus Minor Petersen
- Trener bramkarzy:  Thomas Frederiksen
- Dyrektor sportowy:  Jackie Rasmussen

## Skład na sezon 2024/2025
Stan na 12 września 2024
| Nr | Poz. | Piłkarz                  |
| -- | ---- | ------------------------ |
| 1  | BR   | Adrian Kappenberger      |
| 2  | OB   | Rasmus Møller            |
| 3  | OB   | Cornelius Allen          |
| 4  | OB   | Gregers Arndal-Lauritzen |
| 5  | OB   | Lucas Bøje-Larsen        |
| 6  | PO   | Marinus Due Grandt       |
| 7  | OB   | Jonathan Witt (kapitan)  |
| 8  | PO   | Tobias Arndal            |
| 9  | NA   | Monday Etim              |
| 10 | PO   | Markus Bay               |
| 12 | PO   | Nicklas Bjerre-Schmidt   |
| 14 | PO   | Solomon Opoku            |

| Nr | Poz. | Piłkarz                                      |
| -- | ---- | -------------------------------------------- |
| 17 | PO   | Adrian Justinussen                           |
| 18 | OB   | Simon Sharif                                 |
| 19 | NA   | Donavan Bagou                                |
| 20 | PO   | Berzan Kücükylidiz                           |
| 21 | OB   | Kasper Enghardt                              |
| 22 | PO   | Frederik Karlsen                             |
| 23 | NA   | Mathias Veltz                                |
| 26 | BR   | Anton Mayland (wypożyczony z Lyngby BK U-19) |
| 27 | OB   | Daniel Johansen                              |
| 28 | NA   | Ali Almo                                     |
| 34 | PO   | Alessio Alicino                              |
| 38 | BR   | Benjamin Asare                               |